# توم جيلتا سلاتر
توم جيلتا سلاتر (بالهولندية: Tom-Jelte Slagter)‏ مواليد 1 يوليو 1989 في خرونينغن، مقاطعة خرونينغن، هولندا، هو دراج هولندي في صنف سباق الدراجات على الطريق.

## سباقات أو مراحل فاز بها
- بطولة العالم لسباق الدراجات على الطريق

## وصلات خارجية
- الموقع الرسمي

## روابط خارجية
- توم جيلتا سلاتر على موقع الاتحاد الدولي للدراجات (الإنجليزية)
- توم جيلتا سلاتر على موقع أرشيف الدراجات (الإنجليزية)
- توم جيلتا سلاتر على موقع إحصائيات الدراجات الإحترافية (الإنجليزية)
- توم جيلتا سلاتر على موقع نسبة الدراجات (الإنجليزية)
- توم جيلتا سلاتر على موقع CycleBase (الإنجليزية)
- توم جيلتا سلاتر على موقع SpeedSkatingBase.eu (الإنجليزية)
- توم جيلتا سلاتر على موقع SpeedSkatingNews.info (الإنجليزية)